# Elisângela de Oliveira
Elisângela de Oliveira (* 16. August 1983) ist eine brasilianische Leichtathletin, die sich auf den Langstreckenlauf spezialisiert hat.

## Sportliche Laufbahn
Erste internationale Erfahrungen sammelte Elisângela de Oliveira im Jahr 2022, als sie bei den Hallensüdamerikameisterschaften in Cochabamba in 11:40,68 min die Bronzemedaille im 3000-Meter-Lauf hinter den Bolivianerinnen Lizeth Veizaga und Eva Fernández gewann.

## Persönliche Bestleistungen
- 5000 Meter: 17:36,82 min, 1. Mai 2021 in Timbó
  - 3000 Meter (Halle): 11:40,68 min, 20. Februar 2022 in Cochabamba